# 정평사
정평사는 충청북도 청주시 흥덕구에 있다. 2015년 4월 17일 청주시의 향토유적 제77호로 지정되었다.

## 개요
1619년 함양여씨 정평공 여칭의 위패를 봉안하기 위해 세운 사당이다.